# Ayressoleberis dasyderma
Ayressoleberis dasyderma (), vrsta morskih rakova (Crustacea) iz porodice Trachyleberididae. Prvi ju je opisao Brady, 1880. a rod pod imenom Henryhowella opisuje Puri, 1957, a kasnije i Bertels 1969. pod imenom Wichmannella. Za nju nije zabilježen nijedan vernakularni naziv. H. dasyderma rasprostranjena je u sjevernom Atlantiku između američke i irske obale.
Rod obuhvaća još nekoliko vrsta od kojih su dvije nestale Henryhowella asperrima (Reuss, 1850) † i Henryhowella evax (Ulrich & Bassler, 1904) †.

## Sinonimi
- Cythere dasyderma Brady, 1880
- Cythereis dasyderma (Brady, 1880) Mueller, 1912
- Echinocythereis dasyderma (Brady, 1880) Puri, 1954 pogrešna identifikacija
- Henryhowella dasyderma (Brady, 1880) Rosenfeld & Bein, 1978
- Legitimocythere dasyderma (Brady, 1880)
- Trachyleberis dasyderma (Brady, 1880)
- Wichmannella dasyderma (Brady, 1880) Yajima, 1982